# Lista över europeiska rekord i simning
Detta är en lista över europeiska rekord i simning. Rekorden kontrolleras av European Aquatics.

## Långbana (50m)

### Herrar
| Gren             | Tid      | +        | Namn                                                                                         | Nation         | Datum           | Tävling              | Plats                  | Ref    |
| ---------------- | -------- | -------- | -------------------------------------------------------------------------------------------- | -------------- | --------------- | -------------------- | ---------------------- | ------ |
| Frisim           |          |          |                                                                                              |                |                 |                      |                        |        |
| 50 m             | 20,94    |          | Frédérick Bousquet                                                                           | Frankrike      | 26 april 2009   | Franska mästerskapen | Montpellier, Frankrike | [ 1 ]  |
| 100 m            | 46,51    |          | David Popovici                                                                               | Rumänien       | 31 juli 2025    | Världsmästerskapen   | Singapore              | [ 2 ]  |
| 200 m            | 1.42,00  | 0VR0     | Paul Biedermann                                                                              | Tyskland       | 28 juli 2009    | Världsmästerskapen   | Rom, Italien           | [ 3 ]  |
| 400 m            | 3.39,96  | 0VR0     | Lukas Märtens                                                                                | Tyskland       | 12 april 2025   | Swim Open Stockholm  | Stockholm, Sverige     | [ 4 ]  |
| 800 m            | 7.38,12  |          | Sven Schwarz                                                                                 | Tyskland       | 2 maj 2025      | Tyska mästerskapen   | Berlin, Tyskland       | [ 5 ]  |
| 1 500 m          | 14.32,80 |          | Gregorio Paltrinieri                                                                         | Italien        | 25 juni 2022    | Världsmästerskapen   | Budapest, Ungern       | [ 6 ]  |
| Ryggsim          |          |          |                                                                                              |                |                 |                      |                        |        |
| 50 m             | 23,55    | 0VR0, sf | Kliment Kolesnikov                                                                           | Ryssland       | 27 juli 2023    | Ryska cupen          | Kazan, Ryssland        | [ 7 ]  |
| 100 m            | 51,60    | 0VR0     | Thomas Ceccon                                                                                | Italien        | 20 juni 2022    | Världsmästerskapen   | Budapest, Ungern       | [ 8 ]  |
| 200 m            | 1.53,19  |          | Hubert Kós                                                                                   | Ungern         | 1 augusti 2025  | Världsmästerskapen   | Singapore              | [ 9 ]  |
| Bröstsim         |          |          |                                                                                              |                |                 |                      |                        |        |
| 50 m             | 25,95    | 0VR0, sf | Adam Peaty                                                                                   | Storbritannien | 25 juli 2017    | Världsmästerskapen   | Budapest, Ungern       | [ 10 ] |
| 100 m            | 56,88    | 0VR0, sf | Adam Peaty                                                                                   | Storbritannien | 21 juli 2019    | Världsmästerskapen   | Gwangju, Sydkorea      | [ 11 ] |
| 200 m            | 2.05,85  |          | Léon Marchand                                                                                | Frankrike      | 31 juli 2024    | Olympiska spelen     | Paris, Frankrike       | [ 12 ] |
| Fjärilsim        |          |          |                                                                                              |                |                 |                      |                        |        |
| 50 m             | 22,27    | 0VR0     | Andrij Hovorov                                                                               | Ukraina        | 1 juli 2018     | Trofeo Settecolli    | Rom, Italien           | [ 13 ] |
| 100 m            | 49,62    |          | Maxime Grousset                                                                              | Frankrike      | 2 augusti 2025  | Världsmästerskapen   | Singapore              | [ 14 ] |
| 200 m            | 1.50,34  | 0VR0     | Kristóf Milák                                                                                | Ungern         | 21 juni 2022    | Världsmästerskapen   | Budapest, Ungern       | [ 15 ] |
| Medley           |          |          |                                                                                              |                |                 |                      |                        |        |
| 200 m            | 1.52,69  | 0VR0, sf | Léon Marchand                                                                                | Frankrike      | 30 juli 2025    | Världsmästerskapen   | Singapore              | [ 16 ] |
| 400 m            | 4.02,50  | 0VR0     | Léon Marchand                                                                                | Frankrike      | 23 juli 2023    | Världsmästerskapen   | Fukuoka, Japan         | [ 17 ] |
| Lagkapp – frisim |          |          |                                                                                              |                |                 |                      |                        |        |
| 4×100 m          | 3.08,32  |          | Amaury Leveaux (47,91) Fabien Gilot (47,05) Frédérick Bousquet (46,63) Alain Bernard (46,73) | Frankrike      | 11 augusti 2008 | Olympiska spelen     | Peking, Kina           | [ 18 ] |
| 4×200 m          | 6.58,58  |          | Tom Dean (1.45,72) James Guy (1.44,40) Matthew Richards (1.45,01) Duncan Scott (1.43,45)     | Storbritannien | 28 juli 2021    | Olympiska spelen     | Tokyo, Japan           | [ 19 ] |
| Lagkapp – medley |          |          |                                                                                              |                |                 |                      |                        |        |
| 4×100 m          | 3.26,93  |          | Miron Lifintsev (52,44) Kirill Prigoda (57,92) Andrej Minakov (50,17) Jegor Kornev (46,40)   | Ryssland       | 3 augusti 2025  | Världsmästerskapen   | Singapore              | [ 20 ] |

Förklaring: 0VR0 – Världsrekord

Rekord som ej noterats i en final: (h) – försöksheat; (sf) – semifinal; (s) – första sträckan i en lagkapp.

### Damer
| Gren             | Tid      | +        | Namn | Nation         | Datum          | Tävling                      | Plats                     | Ref    |
| ---------------- | -------- | -------- | --- | -------------- | -------------- | ---------------------------- | ------------------------- | ------ |
| Frisim           |          |          | |                |                |                              |                           |        |
| 50 m             | 23,61    | 0VR0, sf | Sarah Sjöström                                                                                            | Sverige        | 29 juli 2023   | Världsmästerskapen           | Fukuoka, Japan            | [ 21 ] |
| 100 m            | 51,71    | 0VR0, s  | Sarah Sjöström                                                                                            | Sverige        | 23 juli 2017   | Världsmästerskapen           | Budapest, Ungern          | [ 22 ] |
| 200 m            | 1.52,98  |          | Federica Pellegrini                                                                                       | Italien        | 29 juli 2009   | Världsmästerskapen           | Rom, Italien              | [ 3 ]  |
| 400 m            | 3.59,15  |          | Federica Pellegrini                                                                                       | Italien        | 26 juli 2009   | Världsmästerskapen           | Rom, Italien              | [ 3 ]  |
| 800 m            | 8.12,81  |          | Simona Quadarella                                                                                         | Italien        | 2 augusti 2025 | Världsmästerskapen           | Singapore                 | [ 23 ] |
| 1 500 m          | 15.31,79 |          | Simona Quadarella                                                                                         | Italien        | 29 juli 2025   | Världsmästerskapen           | Singapore                 | [ 24 ] |
| Ryggsim          |          |          | |                |                |                              |                           |        |
| 50 m             | 27,10    |          | Kira Toussaint                                                                                            | Nederländerna  | 10 april 2021  | Eindhoven Qualification Meet | Eindhoven, Nederländerna  | [ 25 ] |
| 100 m            | 58,08    | s        | Kathleen Dawson                                                                                           | Storbritannien | 23 maj 2021    | Europamästerskapen           | Budapest, Ungern          | [ 26 ] |
| 200 m            | 2.04,94  |          | Anastasija Zujeva                                                                                         | Ryssland       | 1 augusti 2009 | Världsmästerskapen           | Rom, Italien              | [ 3 ]  |
| Bröstsim         |          |          | |                |                |                              |                           |        |
| 50 m             | 29,16    | 0VR0     | Rūta Meilutytė                                                                                            | Litauen        | 30 juli 2023   | Världsmästerskapen           | Fukuoka, Japan            | [ 27 ] |
| 100 m            | 1.04,35  | sf       | Rūta Meilutytė                                                                                            | Litauen        | 29 juli 2013   | Världsmästerskapen           | Barcelona, Spanien        | [ 28 ] |
| 200 m            | 2.17,55  | 0VR0     | Jevgenija Tjikunova                                                                                       | Ryssland       | 21 april 2023  | Ryska mästerskapen           | Kazan, Ryssland           | [ 29 ] |
| Fjärilsim        |          |          | |                |                |                              |                           |        |
| 50 m             | 24,43    | 0VR0     | Sarah Sjöström                                                                                            | Sverige        | 5 juli 2014    | Svenska mästerskapen         | Borås, Sverige            | [ 30 ] |
| 100 m            | 55,48    |          | Sarah Sjöström                                                                                            | Sverige        | 7 augusti 2016 | Olympiska spelen             | Rio de Janeiro, Brasilien | [ 31 ] |
| 200 m            | 2.04,27  | sf       | Katinka Hosszú                                                                                            | Ungern         | 29 juli 2009   | Världsmästerskapen           | Rom, Italien              | [ 3 ]  |
| Medley           |          |          | |                |                |                              |                           |        |
| 200 m            | 2.06,12  |          | Katinka Hosszú                                                                                            | Ungern         | 3 augusti 2015 | Världsmästerskapen           | Kazan, Ryssland           | [ 32 ] |
| 400 m            | 4.26,36  |          | Katinka Hosszú                                                                                            | Ungern         | 6 augusti 2016 | Olympiska spelen             | Rio de Janeiro, Brasilien | [ 33 ] |
| Lagkapp – frisim |          |          | |                |                |                              |                           |        |
| 4×100 m          | 3.31,72  |          | Inge Dekker (53,61) Ranomi Kromowidjojo (52,30) Femke Heemskerk (53,03) Marleen Veldhuis (52,78)          | Nederländerna  | 26 juli 2009   | Världsmästerskapen           | Rom, Italien              | [ 3 ]  |
| 4×200 m          | 7.45,51  |          | Joanne Jackson (1.55,98) Jazmin Carlin (1.56,78) Caitlin McClatchey (1.56,42) Rebecca Adlington (1.56,33) | Storbritannien | 30 juli 2009   | Världsmästerskapen           | Rom, Italien              | [ 3 ]  |
| Lagkapp – medley |          |          | |                |                |                              |                           |        |
| 4×100 m          | 3.53,38  |          | Anastasija Fesikova (58,96) Julia Jefimova (1.04,03) Svetlana Tjimrova (56,99) Veronika Popova (53,40)    | Ryssland       | 30 juli 2017   | Världsmästerskapen           | Budapest, Ungern          | [ 34 ] |

Förklaring: 0VR0 – Världsrekord

Rekord som ej noterats i en final: (h) – försöksheat; (sf) – semifinal; (s) – första sträckan i en lagkapp.

### Mixed
| Gren             | Tid     | + | Namn                                                                                     | Nation         | Datum          | Tävling            | Plats        | Ref    |
| ---------------- | ------- | - | ---------------------------------------------------------------------------------------- | -------------- | -------------- | ------------------ | ------------ | ------ |
| Lagkapp – frisim |         |   |                                                                                          |                |                |                    |              |        |
| 4×100 m          | 3.19,68 |   | Jegor Kornev (47,69) Ivan Girjov (47,08) Darja Trofimova (52,42) Darja Klepikova (52,49) | Ryssland       | 2 augusti 2025 | Världsmästerskapen | Singapore    | [ 35 ] |
| Lagkapp – medley |         |   |                                                                                          |                |                |                    |              |        |
| 4×100 m          | 3.37,58 |   | Kathleen Dawson (58,80) Adam Peaty (56,78) James Guy (50,00) Anna Hopkin (52,00)         | Storbritannien | 31 juli 2021   | Olympiska spelen   | Tokyo, Japan | [ 36 ] |

Förklaring: 0VR0 – Världsrekord

Rekord som ej noterats i en final: (h) – försöksheat;

## Kortbana (25m)

### Herrar
| Gren             | Tid      | +    | Namn | Nation         | Datum            | Tävling                       | Plats                            | Ref    |
| ---------------- | -------- | ---- | --- | -------------- | ---------------- | ----------------------------- | -------------------------------- | ------ |
| Frisim           |          |      | |                |                  |                               |                                  |        |
| 50 m             | 20,18    |      | Benjamin Proud                                                                                              | Storbritannien | 7 december 2023  | Europamästerskapen            | Otopeni, Rumänien                | [ 37 ] |
| 100 m            | 44,94    |      | Amaury Leveaux                                                                                              | Frankrike      | 13 december 2008 | Europamästerskapen            | Rijeka, Kroatien                 | [ 38 ] |
| 200 m            | 1.39,37  | 0VR0 | Paul Biedermann                                                                                             | Tyskland       | 15 november 2009 | Världscupen                   | Berlin, Tyskland                 | [ 39 ] |
| 400 m            | 3.32,25  | 0VR0 | Yannick Agnel                                                                                               | Frankrike      | 15 november 2012 | Franska mästerskapen          | Angers, Frankrike                | [ 40 ] |
| 800 m            | 7.20,46  | 0VR0 | Daniel Wiffen                                                                                               | Irland         | 10 december 2023 | Europamästerskapen            | Otopeni, Rumänien                | [ 41 ] |
| 1 500 m          | 14.06,88 | 0VR0 | Florian Wellbrock                                                                                           | Tyskland       | 21 december 2021 | Världsmästerskapen            | Abu Dhabi, Förenade arabemiraten | [ 42 ] |
| Ryggsim          |          |      | |                |                  |                               |                                  |        |
| 50 m             | 22,11    | 0VR0 | Kliment Kolesnikov                                                                                          | Ryssland       | 23 november 2022 | Solidarity Games              | Kazan, Ryssland                  | [ 43 ] |
| 100 m            | 48,58    | s    | Kliment Kolesnikov                                                                                          | Ryssland       | 21 november 2020 | International Swimming League | Budapest, Ungern                 | [ 44 ] |
| 200 m            | 1.45,65  |      | Hubert Kós                                                                                                  | Ungern         | 15 december 2024 | Världsmästerskapen            | Budapest, Ungern                 | [ 45 ] |
| Bröstsim         |          |      | |                |                  |                               |                                  |        |
| 50 m             | 24,95    | 0VR0 | Emre Sakçı                                                                                                  | Turkiet        | 27 december 2021 | Turkiska mästerskapen         | Gaziantep, Turkiet               | [ 46 ] |
| 100 m            | 55,28    | 0VR0 | Ilja Sjymanovitj                                                                                            | Belarus        | 26 november 2021 | International Swimming League | Eindhoven, Nederländerna         | [ 47 ] |
| 200 m            | 2.00,16  | 0VR0 | Kirill Prigoda                                                                                              | Ryssland       | 13 december 2018 | Världsmästerskapen            | Hangzhou, Kina                   | [ 48 ] |
| Fjärilsim        |          |      | |                |                  |                               |                                  |        |
| 50 m             | 21,32    | 0VR0 | Noè Ponti                                                                                                   | Schweiz        | 11 december 2024 | Världsmästerskapen            | Budapest, Ungern                 | [ 49 ] |
| 100 m            | 47,71    | 0VR0 | Noè Ponti                                                                                                   | Schweiz        | 14 december 2024 | Världsmästerskapen            | Budapest, Ungern                 | [ 50 ] |
| 200 m            | 1.48,64  |      | Alberto Razzetti                                                                                            | Italien        | 12 december 2024 | Världsmästerskapen            | Budapest, Ungern                 | [ 51 ] |
| Medley           |          |      | |                |                  |                               |                                  |        |
| 100 m            | 49,92    |      | Léon Marchand                                                                                               | Frankrike      | 31 oktober 2024  | Världscupen                   | Singapore                        | [ 52 ] |
| 200 m            | 1.48,88  | 0VR0 | Léon Marchand                                                                                               | Frankrike      | 1 november 2024  | Världscupen                   | Singapore                        | [ 53 ] |
| 400 m            | 3.56,47  |      | Ilja Borodin                                                                                                | Ryssland       | 20 december 2021 | Världsmästerskapen            | Abu Dhabi, Förenade arabemiraten | [ 54 ] |
| Lagkapp – frisim |          |      | |                |                  |                               |                                  |        |
| 4×50 m           | 1.20,77  | VB   | Alain Bernard (20,64) Fabien Gilot (20,33) Amaury Leveaux (19,93) Frédérick Bousquet (19,87)                | Frankrike      | 14 december 2008 | Europamästerskapen            | Rijeka, Kroatien                 | [ 38 ] |
| 4×100 m          | 3.02,75  |      | Alessandro Miressi (46,15) Paolo Conte Bonin (45,93) Leonardo Deplano (45,54) Thomas Ceccon (45,13)         | Italien        | 13 december 2022 | Världsmästerskapen            | Melbourne, Australien            | [ 55 ] |
| 4×200 m          | 6.46,84  |      | Martin Maljutin (1.42,34) Michail Vekovisjtjev (1.41,57) Ivan Girjov (1.41,85) Aleksandr Krasnych (1.41,08) | Ryssland       | 14 december 2018 | Världsmästerskapen            | Hangzhou, Kina                   | [ 56 ] |
| Lagkapp – medley |          |      | |                |                  |                               |                                  |        |
| 4×50 m           | 1.29,72  | 0VR0 | Lorenzo Mora (22,65) Nicolò Martinenghi (24,95) Matteo Rivolta (21,60) Leonardo Deplano (20,52)             | Italien        | 17 december 2022 | Världsmästerskapen            | Melbourne, Australien            | [ 57 ] |
| 4×100 m          | 3.18,68  | 0VR0 | Miron Lifintsev (49,31) Kirill Prigoda (55,15) Andrej Minakov (48,80) Jegor Kornev (45,42)                  | Ryssland       | 15 december 2024 | Världsmästerskapen            | Budapest, Ungern                 | [ 58 ] |

Förklaring: 0VR0 – Världsrekord

Rekord som ej noterats i en final: (h) – försöksheat; (sf) – semifinal; (s) – första sträckan i en lagkapp.

### Damer
| Gren             | Tid      | +        | Namn | Nation        | Datum            | Tävling                       | Plats                            | Ref    |
| ---------------- | -------- | -------- | --- | ------------- | ---------------- | ----------------------------- | -------------------------------- | ------ |
| Frisim           |          |          | |               |                  |                               |                                  |        |
| 50 m             | 22,93    |          | Ranomi Kromowidjojo                                                                                           | Nederländerna | 7 augusti 2017   | Världscupen                   | Berlin, Tyskland                 | [ 59 ] |
| 100 m            | 50,58    |          | Sarah Sjöström                                                                                                | Sverige       | 11 augusti 2017  | Världscupen                   | Eindhoven, Nederländerna         | [ 60 ] |
| 200 m            | 1.50,43  |          | Sarah Sjöström                                                                                                | Sverige       | 12 augusti 2017  | Världscupen                   | Eindhoven, Nederländerna         | [ 61 ] |
| 400 m            | 3.54,52  |          | Mireia Belmonte                                                                                               | Spanien       | 11 augusti 2013  | Världscupen                   | Berlin, Tyskland                 | [ 62 ] |
| 800 m            | 7.59,34  |          | Mireia Belmonte                                                                                               | Spanien       | 10 augusti 2013  | Världscupen                   | Berlin, Tyskland                 | [ 63 ] |
| 1 500 m          | 15.18,01 |          | Sarah Köhler                                                                                                  | Tyskland      | 16 november 2019 | Tyska mästerskapen            | Berlin, Tyskland                 | [ 64 ] |
| Ryggsim          |          |          | |               |                  |                               |                                  |        |
| 50 m             | 25,60    | =        | Kira Toussaint                                                                                                | Nederländerna | 14 november 2020 | International Swimming League | Budapest, Ungern                 | [ 65 ] |
| 50 m             | 25,60    | =        | Kira Toussaint                                                                                                | Nederländerna | 18 december 2020 | Amsterdam Christmas Meet      | Amsterdam, Nederländerna         | [ 66 ] |
| 50 m             | 25,60    | =        | Maria Kameneva                                                                                                | Ryssland      | 24 november 2022 | Solidarity Games              | Kazan, Ryssland                  | [ 67 ] |
| 100 m            | 55,03    |          | Katinka Hosszú                                                                                                | Ungern        | 4 december 2014  | Världsmästerskapen            | Doha, Qatar                      | [ 68 ] |
| 200 m            | 1.59,23  |          | Katinka Hosszú                                                                                                | Ungern        | 5 december 2014  | Världsmästerskapen            | Doha, Qatar                      | [ 69 ] |
| Bröstsim         |          |          | |               |                  |                               |                                  |        |
| 50 m             | 28,37    | 0VR0, sf | Rūta Meilutytė                                                                                                | Litauen       | 17 december 2022 | Världsmästerskapen            | Melbourne, Australien            | [ 70 ] |
| 100 m            | 1.02,36  | 0VR0     | Rūta Meilutytė                                                                                                | Litauen       | 12 oktober 2013  | Världscupen                   | Moskva, Ryssland                 | [ 71 ] |
| 200 m            | 2.14,70  |          | Jevgenija Tjikunova                                                                                           | Ryssland      | 25 november 2022 | Solidarity Games              | Kazan, Ryssland                  | [ 72 ] |
| Fjärilsim        |          |          | |               |                  |                               |                                  |        |
| 50 m             | 24,38    |          | Therese Alshammar                                                                                             | Sverige       | 22 november 2009 | Världscupen                   | Singapore                        |        |
| 100 m            | 54,61    |          | Sarah Sjöström                                                                                                | Sverige       | 7 december 2014  | Världsmästerskapen            | Doha, Qatar                      | [ 73 ] |
| 200 m            | 1.59,61  |          | Mireia Belmonte                                                                                               | Spanien       | 3 december 2014  | Världsmästerskapen            | Doha, Qatar                      | [ 74 ] |
| Medley           |          |          | |               |                  |                               |                                  |        |
| 100 m            | 56,51    |          | Katinka Hosszú                                                                                                | Ungern        | 7 augusti 2017   | Världscupen                   | Berlin, Tyskland                 | [ 75 ] |
| 200 m            | 2.01,86  |          | Katinka Hosszú                                                                                                | Ungern        | 6 december 2014  | Världsmästerskapen            | Doha, Qatar                      | [ 76 ] |
| 400 m            | 4.18,94  |          | Mireia Belmonte                                                                                               | Spanien       | 12 augusti 2017  | Världscupen                   | Eindhoven, Nederländerna         | [ 77 ] |
| Lagkapp – frisim |          |          | |               |                  |                               |                                  |        |
| 4×50 m           | 1.32,50  | 0VR0     | Ranomi Kromowidjojo (23,05) Maaike de Waard (23,16) Kim Busch (23,47) Femke Heemskerk (22,82)                 | Nederländerna | 12 december 2020 | Wouda Cup                     | Eindhoven, Nederländerna         | [ 78 ] |
| 4×100 m          | 3.26,53  |          | Inge Dekker (52,39) Femke Heemskerk (50,58) Maud van der Meer (52,55) Ranomi Kromowidjojo (51,01)             | Nederländerna | 5 december 2014  | Världsmästerskapen            | Doha, Qatar                      | [ 79 ] |
| 4×200 m          | 7.32,85  |          | Inge Dekker (1.54,73) Femke Heemskerk (1.51,22) Ranomi Kromowidjojo (1.54,17) Sharon van Rouwendaal (1.52,73) | Nederländerna | 3 december 2014  | Världsmästerskapen            | Doha, Qatar                      | [ 80 ] |
| Lagkapp – medley |          |          | |               |                  |                               |                                  |        |
| 4×50 m           | 1.42,38  |          | Louise Hansson (25,91) Sophie Hansson (29,07) Sarah Sjöström (23,96) Michelle Coleman (23,44)                 | Sverige       | 17 december 2021 | Världsmästerskapen            | Abu Dhabi, Förenade arabemiraten | [ 81 ] |
| 4×100 m          | 3.46,20  |          | Louise Hansson (56,25) Sophie Hansson (1.03,70) Sarah Sjöström (54,65) Michelle Coleman (51,60)               | Sverige       | 21 december 2021 | Världsmästerskapen            | Abu Dhabi, Förenade arabemiraten | [ 82 ] |

Förklaring: 0VR0 – Världsrekord

Rekord som ej noterats i en final: (h) – försöksheat; (sf) – semifinal; (s) – första sträckan i en lagkapp.

### Mixed
| Gren             | Tid     | +    | Namn                                                                                               | Nation    | Datum            | Tävling            | Plats                 | Ref    |
| ---------------- | ------- | ---- | -------------------------------------------------------------------------------------------------- | --------- | ---------------- | ------------------ | --------------------- | ------ |
| Lagkapp – frisim |         |      | |           |                  |                    |                       |        |
| 4×50 m           | 1.27,33 | 0VR0 | Maxime Grousset (20,92) Florent Manaudou (20,26) Béryl Gastaldello (23,00) Mélanie Henique (23,15) | Frankrike | 16 december 2022 | Världsmästerskapen | Melbourne, Australien | [ 83 ] |
| Lagkapp – medley |         |      | |           |                  |                    |                       |        |
| 4×50 m           | 1.35,36 |      | Miron Lifintsev (22,39) Kirill Prigoda (24,94) Arina Surkova (24,43) Darja Trofimova (23,60)       | Ryssland  | 11 december 2024 | Världsmästerskapen | Budapest, Ungern      | [ 84 ] |
| 4×100 m          | 3.30,47 | 0VR0 | Miron Lifintsev (48,90) Kirill Prigoda (54,86) Arina Surkova (55,63) Darja Klepikova (51,08)       | Ryssland  | 14 december 2024 | Världsmästerskapen | Budapest, Ungern      | [ 85 ] |

Förklaring: 0VR0 – Världsrekord

Rekord som ej noterats i en final: (h) – försöksheat;